# 毛里塔尼亞簽證政策
毛里塔尼亚的访客必须从毛里塔尼亚的一个驻外机构处获得签证，除非他们来自一个免签国家或者他们于Nouakchott-Oumtounsy国际机场抵达。

## 签证政策地图

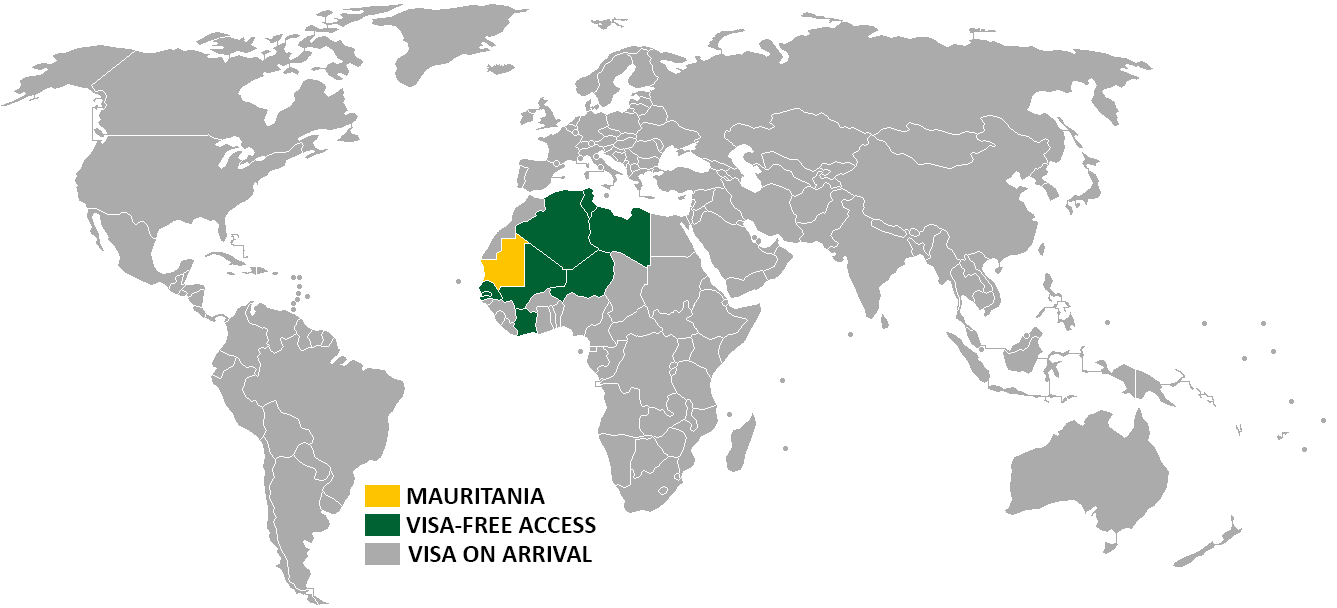
毛里塔尼亚
免签
落地签

## 免签
以下8个国家的公民可以在没有签证的情况下访问毛里塔尼亚，最长可达90天：
| - 阿尔及利亚 - 利比亞 - 尼日尔 - 塞内加尔 - 突尼西亞 |

巴西、保加利亚、中华人民共和国、埃及、几内亚比绍、伊朗、摩洛哥和土耳其的外交和公务护照持有人不需要毛里塔尼亚签证。
除意大利外，任何拥有外交护照的国家的国民都不需要签证。

## 落地签
任何国家签发的护照持有人都可以在抵达Nouakchott-Oumtounsy国际机场时获得落地签。叙利亚公民需要得到国家安全总局的事先批准。